# Ilja Worotnikow
Ilja Igoriewicz Worotnikow (ros. Илья Игоревич Воротников; ur. 1 lutego 1986) – kazachski piłkarz grający na pozycji obrońcy, reprezentant kraju.

## Kariera piłkarska

### Kariera klubowa
Worotnikow gra w kazachskich klubach, Irtyszu Pawłodar, FK Ałmaty, FK Atyrau, Kajracie Ałmaty, Akżajyku Orał, FK Tarazie, a obecnie w Kaspiju Aktau.

### Kariera reprezentacyjna
W reprezentacji Kazachstanu zadebiutował 5 września 2014 roku w meczu towarzyskim przeciwko Kirgistanowi. Rozegrał 6 spotkań.
| Mecze i gole w reprezentacji | Mecze i gole w reprezentacji | Mecze i gole w reprezentacji | Mecze i gole w reprezentacji | Mecze i gole w reprezentacji | Mecze i gole w reprezentacji | Mecze i gole w reprezentacji |
| Kazachstan                   | Kazachstan                   | Kazachstan                   | Kazachstan                   | Kazachstan                   | Kazachstan                   | Kazachstan                   |
| Lp.                          | Data                         | Miasto                       | Przeciwnik                   | Gol                          | Wynik                        | Rozgrywki                    |
| ---------------------------- | ---------------------------- | ---------------------------- | ---------------------------- | ---------------------------- | ---------------------------- | ---------------------------- |
| 1.                           | 05.09.2014                   | Astana                       | Kirgistan                    |                              | 7:1                          | towarzyski                   |
| 2.                           | 09.09.2014                   | Astana                       | Łotwa                        |                              | 0:0                          | el. ME 2016                  |
| 3.                           | 10.10.2014                   | Amsterdam                    | Holandia                     |                              | 1:3                          | el. ME 2016                  |
| 4.                           | 13.10.2014                   | Astana                       | Czechy                       |                              | 2:4                          | el. ME 2016                  |
| 5.                           | 18.02.2015                   | Aksu                         | Mołdawia                     |                              | 1:1                          | towarzyski                   |
| 6.                           | 28.03.2015                   | Astana                       | Islandia                     |                              | 0:3                          | el. ME 2016                  |